# 時刻表2万キロ
『時刻表2万キロ』（じこくひょう2まんキロ）は、紀行作家宮脇俊三の著した鉄道紀行文である。宮脇の作家デビュー作。1978年河出書房新社より刊行。同年の日本ノンフィクション賞受賞。

## 概要
中央公論社の役員で鉄道ファンであった筆者が、週末という限られた時間の中時刻表を駆使して、それまでに乗り残していた日本全国の日本国有鉄道（国鉄）の路線（主に盲腸線）約100線区（約2,000キロメートル）に乗車し、三年をかけて当時の国鉄全路線完全乗車（完乗）へ挑んだ過程を綴った紀行文である。タイトルの「2万キロ」は当時の国鉄の旅客営業キロが20,992.9キロメートルであったことによる。
これによって「鉄道に乗る」こと自体を目的に旅をするということが趣味として認知されることになり、後に国鉄で「いい旅チャレンジ20,000km」キャンペーンを実施するまでになった。本作品は主として1975年から1977年の乗車記録であり、当時の鉄道路線、運行される列車、駅などの状況を示す記録となっている。登場する盲腸線の半数以上は、その後1980年代より進められた特定地方交通線の取り組みなどにより、国鉄末期・JR初期に廃止されている。
文庫版は河出文庫版と角川文庫版があり、後者の表紙は当初は古川タクのイラストであったが、のちにその他の角川文庫版の宮脇の著書と同様に宮脇が写った写真を使った新装版が発売されている。
本書出版にあたり、出版社役員が同業他社から著作を出すことの矛盾と、編集者として長年書き手に厳しく接してきたことのけじめとして、宮脇は中央公論社を退職した。

## 構成
- 第1章 神岡線・富山港線・氷見線・越美北線
- 第2章 鶴見線
- 第3章 唐津線・松浦線・大村線・三角線・指宿枕崎線・宮之城線・香椎線・勝田線・日田彦山線・田川線・伊田線・添田線・上山田線・加古川線・三木線・北条線・鍛冶屋線
- 第4章 美祢線・宇部線・小野田線・可部線・岩日線
- 第5章 「西寒川線」・清水港線・岡多線・武豊線・「赤坂線」・樽見線
- 第6章 左沢線・長井線・赤谷線・魚沼線
- 第7章 美幸線・興浜北線・興浜南線・名寄本線・渚滑線・歌志内線・「上砂川線」・万字線
- 第8章 「尼崎港線」・「東羽衣線」・角館線・矢島線・阿仁合線
- 第9章 妻線・湯前線・甘木線・矢部線・長崎本線・漆生線・糸田線・香月線・宮田線・室木線
- 第10章 会津線・日中線
- 第11章 小松島線・牟岐線・能登線・富山港線
- 第12章 白糠線・留萠本線・「登川線」・「室蘭線」・瀬棚線・黒石線・盛線
- 第13章 足尾線 - 最後の一線
- 第14章 気仙沼線 - 開通の日

## 書誌情報
- 河出書房新社（単行本） 1978年7月 ISBN 978-4-309-22031-4[4]
- 河出文庫 1980年6月 ISBN 978-4-309-47001-6[1]
- 角川文庫 1998年9月 ISBN 978-4-04-159801-6[2]